# ياسوشي كاتاوكا
ياسوشي كاتاوكا (باليابانية: 片岡安؛ بالكانا: かたおか やすし) هو مهندس معماري ياباني، ولد في يونيو 1876 في كانازاوا في اليابان، وتوفي في 1946 في أوساكا في اليابان.